# Tour della nazionale maschile di rugby a 15 della Nuova Zelanda 1977
Il tour del 1977 della Nazionale di rugby a 15 neozelandese si svolse in Francia, dove gli All Blacks avevano in programma, tra ottobre e novembre di quell'anno, due test match contro i Bleus.

Il programma dell'incontro di Padova tra gli All Blacks e un XV del Presidente

Tuttavia, la data di apertura del tour europeo fu in Italia, Paese in cui la selezione neozelandese giocava ufficialmente per la prima volta, anche se l'incontro non ebbe valenza di test match: la Federazione Italiana Rugby, infatti, preferì intitolare la propria squadra XV del Presidente . e schierò la propria formazione titolare arricchita di tre elementi stranieri che giocavano in serie A, il francese Guy Pardiès e i sudafricani Nelson Babrow e Dirk Naudé.
La partita, che si tenne allo stadio Appiani di Padova, vide gli All Blacks vincere 17-9, con tre mete contro una.

## Risultati

### Itest match
| Arbitro: | John R. West |

|              |      |                     |
| Paparemborde | mt   | Williams            |
| Romeu        | tr   |                     |
| Romeu (3)    | c.p. | McKechnie, Williams |
| Romeu        | drop | Robertson           |

| Arbitro: | Cenydd Thomas |

|       |      |                  |
|       | mt   | Wilson           |
|       | tr   | McKechnie        |
| Romeu | c.p. | McKechnie, Seear |
|       | drop | McKechnie        |

### Gli altri incontri
| Arbitro: | B. Tavelli |

|                    |      |                          |
| N. Francescato 39’ | mt   | 34’, 65’ Mourie 80’ Ford |
| Zuin 39’           | tr   | 34’ McKechnie            |
| Zuin 70’           | c.p. | 76’ McKechnie            |

| Brive-la-Gaillarde 26 ottobre 1977, ore 16 UTC+1 | Francia Sud-Ovest | 3 – 45 | Nuova Zelanda XV | Stade Municipal (12 000 spett.)\| Arbitro: \| N. Flingou \| |
| Arbitro:                                         | N. Flingou        |        |                  |                                                             |

| Lione 29 ottobre 1977, ore 16 UTC+1 | Francia Sud-Est | 10 – 12 | Nuova Zelanda XV | Stade Municipal (15 000 spett.)\| Arbitro: \| G. Chévrier \| |
| Arbitro:                            | G. Chévrier     |         |                  |                                                              |

| Perpignano 1º novembre 1977 | Francia Linguadoca | 6 – 12 | Nuova Zelanda XV | Stade Gilbert-Brutus (8 000 spett.)\| Arbitro: \| G. Domercq \| |
| Arbitro:                    | G. Domercq         |        |                  |                                                                 |

| Agen 5 novembre 1977 | Francia Sud-Ovest | 12 – 34 | Nuova Zelanda XV | Stade Armandie (7 000 spett.)\| Arbitro: \| F. Palmade \| |
| Arbitro:             | F. Palmade        |         |                  |                                                           |

| Bayonne 8 novembre 1977 | Francia Costa Basca | 22 – 38 | Nuova Zelanda XV | Stade Municipal (20 000 spett.)\| Arbitro: \| T. O'Sullivan \| |
| Arbitro:                | T. O'Sullivan       |         |                  |                                                                |

| Angoulême 15 novembre 1977 | Selezione Angoulême | 3 – 30 | Nuova Zelanda XV | Stade Chanzy (15 000 spett.)\| Arbitro: \| Cenydd Thomas \| |
| Arbitro:                   | Cenydd Thomas       |        |                  |                                                             |